# Río Laraquete
El río Laraquete es un curso natural de agua que fluye en la Región del Biobío con dirección general oeste y desemboca en la bahía de Arauco entre las ciudades de Arauco y Lota.

## Caudal y régimen
El río tuvo una estación fluviométrica funcionando entre 1985-1996 en la localidad "El Cajón" con código BNA 8430001-2 latitud -37 10' 00", longitud -73° 10' 00".: 41 

## Historia
Luis Risopatrón lo describe en su Diccionario Jeográfico de Chile: 464 
Laraquete (Rio) 37° 12' 73° 10'. Es de corto curso i de mediano caudal, tiene sus fuentes en las faldas W de la parte N de la cordillera de Nahuelbuta, corre hácia el W i se vácia en la ensenada de aquel nombre, en el punto en que injerta la playa arenosa, con la costa roqueña de la punta de la misma denominación; es de marea i con pleamar inunda las vegas cercanas, principalmente en aguas vivas, en donde cuajan muchos granos de sal. En sus alrededores se encuentran las esquitas cristalizadas. 61, XX, p. 472 mapa; 62, I, p. 106; 66, p. 75; 155, p. 358; i 156; estero en 10, p. 261 (Juan de Ojeda, 1803); rio I.araquite en 3, II, p. 559 (Alcedo, 1787).